# Oulu (Provinz)
Die Provinz Oulu (finnisch Oulun lääni, schwedisch Uleåborgs län) war von 1775 bis 2009 eine Provinz Finnlands. Sie umfasste die Landschaften (maakunta) Nordösterbotten und Kainuu. Die Fläche betrug 61.602 Quadratkilometer, die Einwohnerzahl lag bei rund 470.000 (2009). Verwaltungssitz war die namensgebende Stadt Oulu.
Die Provinz Oulu wurde noch während Finnlands Zugehörigkeit zu Schweden im Jahr 1775 gegründet. Nachdem Finnland 1809 zu einem autonomen Großfürstentum unter russischer Herrschaft geworden war, wurde der finnische Teil Lapplands in die Provinz Oulu eingegliedert. Damit umfasste die Provinz Oulu weit über die Hälfte der Landesfläche Finnlands. Nach der finnischen Unabhängigkeit kam 1922 noch das Gebiet von Petsamo dazu. 1938 verkleinerte sich die Provinz Oulu aber wieder, als sich der nördliche Teil der Provinz Oulu als Provinz Lappland abspaltete. Von der Verwaltungsreform 1997, in der die Anzahl der Provinzen von zwölf auf sechs halbiert wurde, blieb Oulu noch unberührt, zum Jahresbeginn 2010 wurden die Provinzen aber schließlich aufgehoben. Die staatliche Verwaltung des Gebiets wird nun von der Regionalverwaltungsbehörde (aluehallintovirasto) Nordfinnland ausgeübt.
Zur Provinz Oulu gehörte der Nordteil der historischen Landschaft Österbotten. Das Wappen der Provinz ist zusammengesetzt aus den Wappen von Österbotten und der Stadt Oulu.